# Ema Strunjak
Ema Strunjak (Zaprešić, 24 settembre 1999) è una pallavolista croata, centrale del Beşiktaş.

## Carriera

### Club
La carriera di Ema Strunjak inizia nel 2011 nel club della sua città, il Nebo. Nella stagione 2013-14 viene ingaggiata dall'HAOK Mladost di Zagabria, in 1.A Liga, dove resta per quattro annate, vincendo due scudetti e due Coppe di Croazia.
Per il campionato 2017-18 si accasa al Bergamo, nella Serie A1 italiana, rimanendo per due annate, per poi passare, nella stagione 2019-20 alla Wealth Planet Perugia, neopromossa nella massima divisione italiana. Nella stagione seguente si trasferisce al Vasas, nel massimo campionato ungherese, dove resta anche nell'annata 2021-22, ma difendendo i colori del Békéscsabai.
Nel campionato 2022-23 approda nella divisione cadetta turca, indossando la casacca del Beşiktaş.

### Nazionale
Dopo aver fatto parte delle nazionali giovanili croate, debutta in quella maggiore nel 2016. Nel 2021 vince la medaglia d'argento all'European Golden League, mentre nel 2022 conquista la medaglia d'oro alla Volleyball Challenger Cup.

## Palmarès

### Club
- Campionato croato: 2

2013-14, 2014-15
- Coppa di Croazia: 2

2014, 2016

### Nazionale (competizioni minori)
- European Golden League 2021
- Volleyball Challenger Cup 2022